# Sa thải Philippe Troussier sau thất bại trước Indonesia năm 2024
Vào ngày 27 tháng 3 năm 2024, truyền thông nhà nước Việt Nam đưa tin về việc Liên đoàn Bóng đá Việt Nam (VFF) tuyên bố chấm dứt hợp đồng với huấn luyện viên Philippe Troussier, chỉ một ngày sau khi đội tuyển bóng đá quốc gia để thua 0–3 trước Indonesia tại sân vận động Mỹ Đình, trong khuôn khổ Vòng loại thứ hai Giải vô địch bóng đá thế giới 2026 khu vực châu Á. Trận thua được xem là bước ngoặt trong nhiệm kỳ của Troussier, làm dấy lên làn sóng chỉ trích mạnh mẽ từ dư luận và giới chuyên môn trong nước. Việc VFF quyết định chia tay HLV người Pháp ngay sau trận đấu đã thu hút sự quan tâm lớn từ công chúng, đồng thời trở thành chủ đề được truyền thông khu vực Đông Nam Á đặc biệt chú ý. Đây cũng là lần đầu tiên trong gần hai thập kỷ, đội tuyển Việt Nam để thua Indonesia trên sân nhà trong một trận đấu chính thức, đánh dấu chấm hết cho nhiệm kỳ ngắn ngủi nhưng gây tranh cãi của ông Troussier.
Việc VFF sa thải Philippe Troussier đã khiến dư luận Việt Nam lo lắng cho sự đi xuống của bóng đá nước này, sau khi Park Hang-seo kết thúc hợp đồng với VFF vào cuối tháng 1 năm 2023, ngoài ra, Philippe Troussier còn trở thành huấn luyện viên người nước ngoài có thời gian tại vị ngắn nhất trong số các huấn luyện viên gần đây của đội tuyển Việt Nam. Ông chỉ dẫn dắt đội tuyển trong khoảng hơn một năm, từ tháng 2/2023 đến tháng 3/2024.

## Bối cảnh

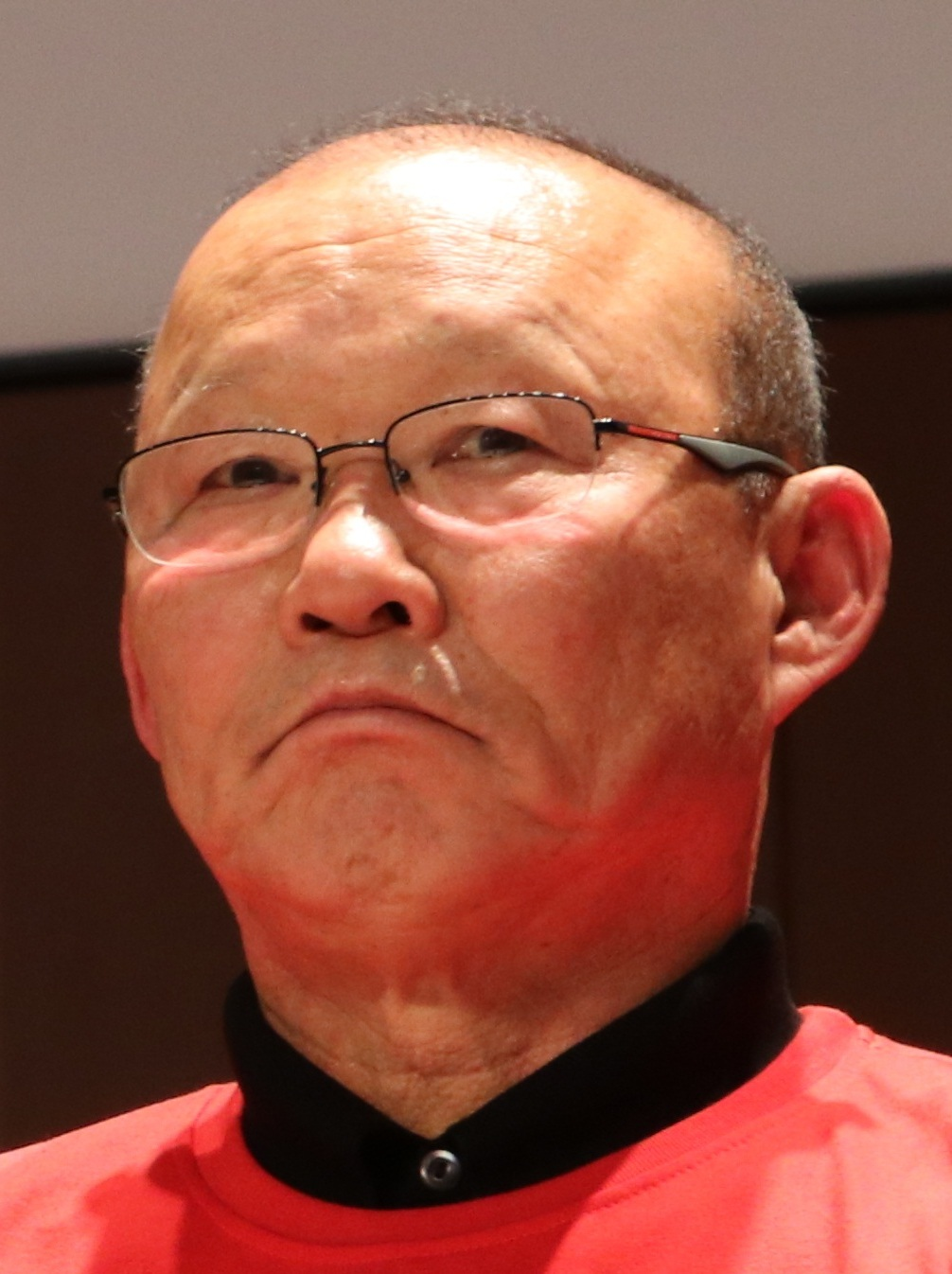
Park Hang-seo, người được coi là nhà cầm quân thành công nhất trong lịch sử bóng đá Việt Nam.

Hợp đồng giữa huấn luyện viên Park Hang-seo và Liên đoàn Bóng đá Việt Nam (VFF) chính thức kết thúc vào ngày 31 tháng 1 năm 2023, khép lại hơn 5 năm gắn bó. Dưới thời Park, bóng đá Việt Nam trải qua giai đoạn được coi là thành công nhất trong lịch sử hiện đại, với các cột mốc đáng chú ý như ngôi á quân U23 châu Á 2018, hạng tư ASIAD 2018, chức vô địch AFF Cup 2018, lọt vào tứ kết Asian Cup 2019. huy chương vàng SEA Games các năm 2019 và 2022 và đặc biệt là lần đầu tiên vào tới vòng loại cuối cùng của World Cup 2022 khu vực châu Á.
Sau khi ông Park rút lui, VFF đứng trước áp lực phải tìm kiếm một HLV có tầm vóc quốc tế để duy trì đà phát triển. Ngày 27 tháng 2 năm 2023, Liên đoàn công bố bổ nhiệm huấn luyện viên người Pháp Philippe Troussier làm HLV trưởng đội tuyển quốc gia và đội U23 Việt Nam. Troussier từng dẫn dắt nhiều đội tuyển quốc gia, nổi bật nhất là Nhật Bản – đội bóng mà ông đưa vào vòng 1/8 World Cup 2002. Tại Việt Nam, ông cũng từng có quãng thời gian làm việc với U19 quốc gia và được đánh giá là hiểu rõ môi trường đào tạo trẻ trong nước. Bản hợp đồng ký kết có thời hạn 3 năm rưỡi, với mục tiêu dài hạn là giúp Việt Nam cạnh tranh suất dự World Cup 2026 – thời điểm giải đấu mở rộng lên 48 đội và khu vực châu Á có 8,5 suất.
Tuy nhiên, phong cách huấn luyện của Troussier nhanh chóng gây ra tranh cãi. Với triết lý bóng đá kiểm soát bóng triệt để, ưu tiên các đường chuyền ngắn và tổ chức theo sơ đồ chiến thuật phức tạp, đội tuyển Việt Nam dưới thời ông liên tục gặp khó khăn trong khâu triển khai. Từ tháng 6 đến cuối năm 2023, đội tuyển quốc gia trải qua hàng loạt trận giao hữu quốc tế không thắng, bao gồm các thất bại trước Syria, Trung Quốc, Uzbekistan, Hàn Quốc và Iraq. Trong đó, nhiều trận ghi nhận tỷ lệ kiểm soát bóng cao nhưng không có cú sút trúng đích, khiến giới chuyên môn và người hâm mộ đặt dấu hỏi về tính hiệu quả.
Tại vòng loại thứ hai World Cup 2026 khu vực châu Á, Việt Nam rơi vào bảng F cùng với Iraq, Indonesia và Philippines. Ở lượt trận đầu tiên diễn ra vào ngày 16 tháng 11 năm 2023, đội tuyển giành chiến thắng 2–0 trước Philippines trên sân khách. Tuy nhiên chỉ 5 ngày sau, Việt Nam thất bại 0–1 trước Iraq ngay tại sân nhà Mỹ Đình, trong trận đấu mà lối chơi tiếp tục bị đánh giá là thiếu sáng tạo và bế tắc. Đến năm 2024, áp lực dành cho Troussier càng gia tăng khi đội tuyển U23 Việt Nam thất bại tại vòng loại U23 châu Á (tháng 1/2024), và những phát ngôn của ông về truyền thông, cầu thủ và kỳ vọng của khán giả cũng gây phản ứng trái chiều. Trước hai trận đấu then chốt với Indonesia trong tháng 3 – được coi là mang tính quyết định đến cơ hội đi tiếp – niềm tin dành cho ban huấn luyện gần như đã lung lay trong lòng phần lớn người hâm mộ.

## Hậu quả
| Việt Nam | 0–3                            | Indonesia                                                        |
| -------- | ------------------------------ | ---------------------------------------------------------------- |
|          | Chi tiết (FIFA) Chi tiết (AFC) | - Jay Idzes 9' - Ragnar Oratmangoen 23' - Ramadhan Sananta 90+8' |

Tối ngày 26 tháng 3 năm 2024, đội tuyển Việt Nam để thua 0–3 trước Indonesia ngay trên sân nhà Mỹ Đình trong lượt trận thứ tư vòng loại thứ hai World Cup 2026. Đây là thất bại nặng nề nhất của đội tuyển trước Indonesia trong lịch sử các lần đối đầu trên sân nhà, và cũng là trận thua đậm nhất của Việt Nam trên sân Mỹ Đình trong một giải đấu chính thức kể từ khi sân khánh thành năm 2003. Trận thua được truyền thông trong nước đánh giá là "một cú sốc thực sự" đối với bóng đá Việt Nam. Nhiều ý kiến chỉ trích dữ dội nhắm vào hệ thống chiến thuật mà HLV Troussier áp dụng, cho rằng cách tiếp cận trận đấu thiếu linh hoạt, thiếu giải pháp tấn công hiệu quả và bộc lộ nhiều điểm yếu ở hàng phòng ngự. Trên các nền tảng mạng xã hội, làn sóng phản ứng gay gắt từ người hâm mộ lan rộng, kèm theo những kêu gọi mạnh mẽ yêu cầu VFF chấm dứt hợp đồng với HLV trưởng.
Chỉ hai tiếng sau khi trận đấu kết thúc, VFF chính thức ra thông báo về việc chấm dứt hợp đồng trước thời hạn với huấn luyện viên Philippe Troussier thông qua một thông cáo báo chí được đăng tải lên trang web chính thức của họ, trong đó, VFF nhấn mạnh việc chia tay diễn ra trên tinh thần đồng thuận, và gửi lời cảm ơn tới những đóng góp của ông trong thời gian nắm quyền. Động thái này đánh dấu sự kết thúc của nhiệm kỳ kéo dài chỉ hơn một năm của HLV người Pháp, đồng thời mở ra giai đoạn khủng hoảng niềm tin đối với đội tuyển quốc gia. Sau trận thua, Việt Nam tụt xuống vị trí thứ tư/đứng cuối cùng trong bảng F, gần như không còn cơ hội đi tiếp. Nhiều chuyên gia nhận định đây là một trong những thất bại có ảnh hưởng lớn nhất của bóng đá Việt Nam kể từ sau AFF Cup 2012.

## Nguyên nhân

### Chiến thuật gây nhiều tranh cãi
Việc HLV Philippe Troussier bị chấm dứt hợp đồng được đánh giá là hệ quả của một chuỗi nguyên nhân kéo dài, kết hợp giữa yếu tố chuyên môn, chiến thuật, kết quả thi đấu và sự thiếu đồng thuận trong cách tiếp cận bóng đá đỉnh cao tại Việt Nam. Về mặt chuyên môn, lối chơi mà Troussier xây dựng cho đội tuyển Việt Nam dựa trên triết lý kiểm soát bóng, triển khai từ hàng thủ với các tuyến chuyền ngắn và di chuyển không bóng liên tục. Tuy nhiên, trong thực tế thi đấu, đội tuyển thường xuyên gặp khó khăn khi đối đầu với các đội bóng có khả năng pressing mạnh, khiến khâu triển khai tấn công bị ngắt quãng hoặc mất bóng ở khu vực nguy hiểm. Nhiều trận đấu trong năm 2023 và đầu năm 2024 ghi nhận tỷ lệ kiểm soát bóng cao nhưng rất ít cơ hội nguy hiểm được tạo ra, trong khi hàng phòng ngự bộc lộ nhiều sơ hở do dâng cao đội hình.
Bên cạnh đó, danh sách cầu thủ triệu tập của ông Troussier thường xuyên gây tranh cãi khi ưu tiên sử dụng nhiều gương mặt trẻ, thiếu kinh nghiệm thi đấu quốc tế, đồng thời gạt bỏ một số cầu thủ kỳ cựu vốn quen thuộc dưới thời HLV Park Hang-seo. Việc không sử dụng những nhân tố đã chứng minh được năng lực ở cấp độ đội tuyển quốc gia khiến dư luận nghi ngờ về tính hiệu quả của chiến lược “trẻ hóa đội hình”.

### Thái độ làm việc thiếu chuyên nghiệp
Ngoài yếu tố chuyên môn, phong cách làm việc và giao tiếp của HLV Troussier cũng vấp phải nhiều chỉ trích. Trong một số buổi họp báo, ông có những phát ngôn gây tranh cãi, bao gồm việc đề cập đến thói quen xem bóng đá "thiếu hiểu biết" của một bộ phận người hâm mộ, hay chỉ trích truyền thông vì đặt áp lực lên cầu thủ. Những phát biểu này, dù có thể mang ý định bảo vệ học trò, nhưng lại tạo ra khoảng cách lớn giữa ban huấn luyện và công chúng.

### Kết quả thi đấu tệ hại
Về mặt kết quả, dưới thời Troussier, đội tuyển Việt Nam trải qua chuỗi trận không thắng đáng kể trong năm 2023, bao gồm 5 trận giao hữu thua liên tiếp trước các đội tuyển châu Á. Tại vòng loại thứ hai World Cup 2026, dù mở màn bằng chiến thắng 2–0 trước Philippines, đội tuyển đã thua cả ba trận kế tiếp, trong đó có thất bại 0–3 trước Indonesia ngay trên sân nhà. Thất bại này không chỉ mang tính chất quyết định về cơ hội đi tiếp, mà còn đánh dấu lần đầu tiên trong gần 20 năm Việt Nam để thua Indonesia ở một giải chính thức trên sân nhà – làm dấy lên làn sóng chỉ trích gay gắt trong công luận.

## Phản ứng từ dư luận

### Trong nước
Việc đội tuyển Việt Nam để thua 0–3 trước Indonesia trên sân nhà Mỹ Đình trong khuôn khổ vòng loại thứ hai World Cup 2026, cùng với quyết định chấm dứt hợp đồng với huấn luyện viên Philippe Troussier chỉ một ngày sau đó, đã tạo ra một làn sóng phản ứng mạnh mẽ từ dư luận trong nước cũng như truyền thông quốc tế. Sự kiện được coi là một trong những biến cố đáng chú ý nhất của bóng đá Việt Nam trong nhiều năm trở lại đây, không chỉ vì tỷ số bất lợi mà còn vì bối cảnh và những kỳ vọng lớn lao đặt lên vai chiến lược gia người Pháp kể từ khi ông được bổ nhiệm.
Tại Việt Nam, ngay sau thất bại trước Indonesia, các nền tảng mạng xã hội và diễn đàn bóng đá xuất hiện dày đặc những ý kiến chỉ trích, trong đó phần lớn kêu gọi Liên đoàn Bóng đá Việt Nam (VFF) chấm dứt hợp đồng với HLV Troussier. Theo một cuộc khảo sát trực tuyến do một số trang tin trong nước thực hiện ngay sau trận lượt đi (ngày 21 tháng 3 năm 2024), có đến khoảng 80% người tham gia cho biết họ mong muốn đội tuyển thay đổi ban huấn luyện. Sau trận lượt về ngày 26 tháng 3, khi Việt Nam để thua 0–3 tại sân nhà, tình hình càng trở nên căng thẳng. Nhiều cổ động viên tại sân Mỹ Đình đã hô vang khẩu hiệu phản đối HLV, đồng thời bày tỏ thái độ tức giận khi đội bóng không thể hiện được tinh thần chiến đấu như kỳ vọng.
Truyền thông trong nước phản ánh sâu sắc tâm lý thất vọng này. Nhiều bài viết mô tả thất bại tại Mỹ Đình là "giọt nước tràn ly", chấm dứt chuỗi thử nghiệm không thành công của HLV Troussier kể từ khi ông nhậm chức. Một số cây bút thể thao phân tích rằng, mặc dù HLV Troussier có triết lý huấn luyện hiện đại và lý lịch quốc tế ấn tượng, nhưng việc ông áp dụng mô hình chiến thuật không phù hợp với năng lực thực tế của cầu thủ Việt Nam, cũng như việc liên tục thử nghiệm đội hình và loại bỏ nhiều gương mặt kỳ cựu, đã khiến niềm tin của người hâm mộ giảm sút nhanh chóng. Ngoài ra, một số phát ngôn trong họp báo của HLV người Pháp – như việc ám chỉ một bộ phận người hâm mộ “thiếu hiểu biết bóng đá”, hay chỉ trích giới truyền thông vì tạo áp lực – cũng bị đánh giá là không khéo léo trong bối cảnh văn hóa bóng đá tại Việt Nam.
Trong khi đó, giới chuyên môn đưa ra các bình luận mang tính hệ thống hơn. Nhiều cựu cầu thủ và bình luận viên cho rằng thất bại của HLV Troussier không chỉ đến từ kết quả trên sân mà còn là sự thiếu kết nối với môi trường bóng đá Việt Nam – nơi đòi hỏi khả năng thích nghi, giao tiếp khéo léo và cách quản trị phù hợp với văn hóa địa phương. Các chuyên gia nhấn mạnh rằng, tuy việc kiểm soát bóng là xu hướng hiện đại, nhưng cách triển khai thiếu tốc độ, thiếu sáng tạo và không hiệu quả của đội tuyển đã khiến triết lý này trở thành gánh nặng hơn là lợi thế.
Về phía Liên đoàn Bóng đá Việt Nam, thông cáo báo chí phát đi vào sáng ngày 27 tháng 3 cho biết việc chia tay được thực hiện trên cơ sở đồng thuận, dựa vào điều khoản trong hợp đồng cho phép chấm dứt nếu đội tuyển không đạt thành tích tại vòng loại thứ hai mà không cần bồi thường. Động thái này được xem là nhanh chóng và dứt khoát, cho thấy VFF nhận thức rõ mức độ khủng hoảng niềm tin trong dư luận. Một số nhà bình luận cho rằng đây là "phản ứng cần thiết" để tránh kéo dài thêm tình trạng mất phương hướng của đội tuyển quốc gia.

### Quốc tế
Ở cấp độ quốc tế, sự kiện này cũng thu hút sự chú ý đáng kể từ truyền thông khu vực và thế giới. Nhiều tờ báo tại Đông Nam Á – trong đó có Khaosod (Thái Lan) và The Star (Malaysia) – đồng loạt đưa tin về trận thua và việc HLV Troussier bị chấm dứt hợp đồng. Các bài viết nhận định rằng đây là "thay đổi lớn" trong nội bộ bóng đá Việt Nam, và nhấn mạnh sự tiến bộ nhanh chóng của đội tuyển Indonesia dưới thời HLV Shin Tae-yong. Một số báo khu vực mô tả đây là "cuộc chuyển giao quyền lực trong bóng đá Đông Nam Á", khi Indonesia giành chiến thắng lịch sử ngay tại Mỹ Đình – điều mà trong hơn hai thập kỷ trước đây gần như không xảy ra.
Báo chí Pháp và quốc tế cũng quan tâm đến sự kiện này. Hãng tin Reuters đưa tin với tiêu đề "Vietnam axe Troussier after Indonesia loss hits World Cup bid" (Việt Nam sa thải Troussier sau thất bại trước Indonesia làm tiêu tan cơ hội World Cup), trong khi Agence France-Presse và một số trang thể thao quốc tế như TheScore đưa tin với nội dung tương tự, nhấn mạnh đây là kết thúc bất ngờ nhưng không quá khó hiểu, xét trên bối cảnh phong độ và phản ứng từ người hâm mộ. Các trang tin tiếng Anh của Việt Nam như VnExpress International và Tuổi Trẻ News cũng có bài viết phân tích chi tiết, trích dẫn các đoạn trong thư ngỏ mà HLV Troussier đăng tải sau khi chia tay đội tuyển. Trong thư, ông bày tỏ sự tiếc nuối vì không thể hiện thực hoá mục tiêu dài hạn, đồng thời xin lỗi người hâm mộ Việt Nam vì đã không đạt được những kỳ vọng đặt ra.

## Ảnh hưởng công chúng
| Huấn luyện viên          | Ngày bắt đầu         | Ngày kết thúc        | Hình thức    | Tr | T  | H  | B  | BT | BB | %Thắng |
| ------------------------ | -------------------- | -------------------- | ------------ | -- | -- | -- | -- | -- | -- | ------ |
| Philippe Troussier       | 1 tháng 3 năm 2023   | 26 tháng 3 năm 2024  | Bị sa thải   | 14 | 4  | 0  | 10 | 11 | 25 | 28,57  |
| Park Hang-seo            | 11 tháng 10 năm 2017 | 31 tháng 1 năm 2023  | Hết hợp đồng | 60 | 28 | 15 | 17 | 90 | 52 | 046,66 |
| Miura Toshiya            | 8 tháng 5 năm 2014   | 28 tháng 1 năm 2016  | Bị sa thải   | 17 | 9  | 3  | 5  | 36 | 28 | 52,94  |
| Falko Götz               | 1 tháng 6 năm 2011   | 6 tháng 1 năm 2012   | Bị sa thải   | 5  | 3  | 0  | 2  | 15 | 6  | 60,00  |
| Henrique Calisto (lần 2) | tháng 6 năm 2008     | 1 tháng 3 năm 2011   | Từ chức      | 42 | 11 | 11 | 20 | 38 | 41 | 26,19  |
| Alfred Riedl (lần 3)     | 2005                 | tháng 10 năm 2007    | Từ chức      | 23 | 8  | 8  | 7  | 29 | 27 | 034,78 |
| Edson Tavares            | 22 tháng 3 năm 2004  | 12 tháng 12 năm 2004 | Từ chức      | 11 | 4  | 1  | 6  | 18 | 15 | 36,36  |
| Alfred Riedl (lần 2)     | tháng 1 năm 2003     | tháng 12 năm 2003    | Bị sa thải   | 7  | 3  | 0  | 4  | 8  | 12 | 42,86  |
| Henrique Calisto         | tháng 8 năm 2002     | tháng 12 năm 2002    | Từ chức      | 10 | 5  | 3  | 2  | 27 | 18 | 50,00  |
| Dido                     | tháng 12 năm 2000    | 25 tháng 9 năm 2001  | Bị sa thải   | 6  | 3  | 1  | 2  | 9  | 9  | 50,00  |
| Alfred Riedl             | tháng 8 năm 1998     | 2000                 | Từ chức      | 31 | 16 | 6  | 9  | 54 | 21 | 51,61  |
| Colin Murphy             | tháng 10 năm 1997    | 1998                 | Bị sa thải   | 6  | 3  | 1  | 2  | 9  | 6  | 50,00  |
| Karl-Heinz Weigang       | 1995                 | tháng 6 năm 1997     | Bị sa thải   | 17 | 9  | 2  | 6  | 37 | 33 | 52,94  |
| Edson Tavares            | 1995                 | 1995                 | Bị sa thải   | 1  | 1  | 0  | 0  | 1  | 0  | 100,00 |

Philippe Troussier trở thành huấn luyện viên ngoại có thời gian tại vị ngắn nhất trong các huấn luyện viên ngoại của đội tuyển Việt Nam trong thời gian gần đây. Ông chỉ gắn bó với đội tuyển trong vòng hơn một năm, một khoảng thời gian rất ngắn so với các huấn luyện viên trước đó, đặc biệt là người tiền nhiệm Park Hang-seo, người đã cầm quân hơn 5 năm. Dưới sự dẫn dắt của ông, đội tuyển Việt Nam chỉ giành được 4 chiến thắng trong tổng số 14 trận đấu, với tỷ lệ thắng vỏn vẹn chỉ đạt 28,57%, thấp hơn nhiều so với các huấn luyện viên ngoại khác trong lịch sử đội tuyển Việt Nam, đặc biệt là dưới thời Park Hang-seo, khi đội tuyển có tỷ lệ thắng rất cao và đạt được nhiều thành tích lớn. Đây là một tỷ lệ thắng khá tệ và không tương xứng với kỳ vọng mà người hâm mộ cũng như Liên đoàn Bóng đá Việt Nam (VFF) đặt vào ông khi ký hợp đồng. Thành tích này không chỉ là yếu tố quyết định trong việc chấm dứt hợp đồng, mà còn là điểm yếu khiến công chúng cảm thấy thất vọng và tin rằng chiến lược của ông không phù hợp với bóng đá Việt Nam.
Một ngày sau khi bị chấm dứt hợp đồng, Philippe Troussier đã viết một tâm thư dài đăng trên trang cá nhân của mình. Trong thư, ông bày tỏ sự tiếc nuối và gửi lời xin lỗi tới người hâm mộ Việt Nam vì không thể đáp ứng kỳ vọng. Ông cũng gửi lời cảm ơn tới tất cả các cộng sự và các cầu thủ trong hành trình dẫn dắt đội tuyển, đồng thời cho rằng đây là một bài học quý báu trong sự nghiệp huấn luyện của mình. Ông khẳng định rằng "mãi mãi biết ơn" vì đã được trao cơ hội làm việc tại Việt Nam và coi đây là một phần trong hành trình học hỏi của mình. Mặc dù vậy, lời xin lỗi này không giúp cải thiện mối quan hệ giữa Troussier và phần lớn người hâm mộ Việt Nam. Thực tế, nhiều người vẫn tỏ ra không hài lòng và thậm chí một số có tư tưởng thù địch với ông, khi cho rằng không chỉ thành tích kém cỏi mà còn là những chiến thuật và cách dùng người gây tranh cãi của ông đã dẫn đến sự thất bại của đội tuyển. Những người này cho rằng, việc Troussier "không lắng nghe ý kiến của các cầu thủ và truyền thông", và việc ông quá cứng nhắc trong việc thử nghiệm đội hình là những yếu tố khiến người hâm mộ thất vọng sâu sắc.

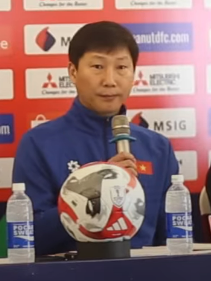
Huấn luyện viên Kim Sang-sik với đội tuyển Việt Nam vào năm 2024.

Sau khi Philippe Troussier bị sa thải, đội tuyển Việt Nam đã rơi vào tình trạng trống vị trí huấn luyện viên trưởng trong suốt hơn một tháng. Đến ngày 3 tháng 5 năm 2024, VFF mới công bố bổ nhiệm Kim Sang-sik, một huấn luyện viên người Hàn Quốc, người từng dẫn dắt câu lạc bộ Jeonbuk Hyundai Motors vào năm 2021 nhưng đã phải từ chức vào tháng 3 năm 2023 vì thành tích bết bát. Quyết định bổ nhiệm Kim Sang-sik của VFF không nhận được sự hoan nghênh từ phần lớn người hâm mộ Việt Nam, khi ông này bị cho là có thành tích không ấn tượng và chưa chứng tỏ được năng lực cầm quân ở các cấp đội tuyển quốc gia. Tương tự như người tiền nhiệm Park Hang-seo, Kim Sang-sik đã nhận về không ít sự hoài nghi và chế giễu từ người hâm mộ Việt Nam vì những thành tích tệ hại trong giai đoạn cầm quân trước đó. Tuy nhiên, đây cũng là thử thách lớn cho ông Kim khi được giao trọng trách tiếp tục gánh vác đội tuyển trong bối cảnh khủng hoảng tinh thần từ việc thất bại của Troussier.
Sau khi Kim Sang-sik được bổ nhiệm làm huấn luyện viên trưởng, đội tuyển Việt Nam đã có sự cải thiện nhất định trong kết quả thi đấu. Trong trận ra mắt dưới sự dẫn dắt của ông, Việt Nam đã lội ngược dòng thắng Philippines 3–2 trên sân nhà, một chiến thắng mang lại hi vọng mong manh cho đội tuyển Việt Nam trong cuộc đua tranh suất đi tiếp ở vòng loại World Cup. Tuy nhiên, với việc Indonesia đã đánh bại Philippines 2–0 trong trận đấu sớm hơn, Việt Nam vẫn phải dừng bước sớm trước lượt trận cuối gặp chủ nhà Iraq, nơi họ để thua 1–3. Thất bại này một lần nữa cho thấy Việt Nam không thể vượt qua thử thách lớn nhất của mình, dù dưới sự dẫn dắt của một huấn luyện viên mới. Sau đó, đội tuyển Việt Nam tiếp tục thể hiện bộ mặt thất vọng khi để thua Nga và Thái Lan tại giải giao hữu LPBank Cup và hòa 1–1 với Ấn Độ.
Dù vậy, sự kiện đáng chú ý nhất trong giai đoạn này là việc đội tuyển Việt Nam giành chức vô địch ASEAN Cup 2024 dưới thời Kim Sang-sik, với sự xuất hiện của cầu thủ nhập tịch gốc Brazil, Nguyễn Xuân Son, người đã trở thành nhân tố chủ chốt trong thành công này. Tuy nhiên, với những kết quả không ổn định, người hâm mộ vẫn tỏ ra hoài nghi về khả năng của Kim Sang-sik và liệu ông có thể tiếp tục đưa Việt Nam tiến xa hơn trong các chiến dịch quốc tế hay không.